# Acostapachtlán
Acostapachtlán är en ort i Mexiko.   Den ligger i kommunen Chilapa de Álvarez och delstaten Guerrero, i den södra delen av landet, 230 km söder om huvudstaden Mexico City. Acostapachtlán ligger 816 meter över havet och antalet invånare är 394.
Terrängen runt Acostapachtlán är kuperad åt sydväst, men åt nordost är den bergig. Acostapachtlán ligger nere i en dal. Runt Acostapachtlán är det ganska glesbefolkat, med 39 invånare per kvadratkilometer. Närmaste större samhälle är Ixcatla, 6,5 km nordost om Acostapachtlán. I omgivningarna runt Acostapachtlán växer huvudsakligen savannskog.